# Instituto Nacional de Rehabilitación Dra. Adriana Rebaza Flores
El Instituto Nacional de Rehabilitación "Dra. Adriana Rebaza Flores" AMISTAD PERÚ - JAPÓN es un centro hospitalario peruano situado en Lima y administrado por el Ministerio de Salud del Perú (MINSA) dedicado a rehabilitar a personas en medicina física, salud mental y terapias lúdicas diversas. 
El Instituto Nacional de Rehabilitación del Perú es una institución de salud especializada en Medicina Física y de Rehabilitación, que desarrolla investigación y atención integral orientado hacia las personas con discapacidad y también de personas en recuperación de movilidad, trastornos de lenguaje, autonomía funcional y readaptación social.

## Historia
El Instituto Nacional de Rehabilitación fue creado el 14 de julio de 1962. Fue fundado por iniciativa de la doctora Adriana Rebaza Flores, médica sanmarquina especializada en medicina de rehabilitación e hija del educador Alfredo Rebaza Acosta. La institución denominada "Instituto Peruano de Rehabilitación" fue inaugurada durante el segundo gobierno de Manuel Prado y Ugarteche en una casona del distrito de San Miguel.
En setiembre de 1962, el INR comenzó a brindar consulta médica en terapia física, psicología, servicio social, orientación vocacional, confección de prótesis, Órtesis y zapatería. A partir de enero de 1963, comienza a realizar Talleres de Carpintería, Radiotécnica y Costura, incluyendo luego los servicios a Foniatría y Psiquiatría. Posteriormente se crearon las Cátedras de Medicina en Rehabilitación de pre y posgrado.
El 8 de julio de 1964, por Decreto Ley N.º 15085, el INR fue declarado de interés público, contando en adelante con personería jurídica y protección del Estado como Organismo del Subsector Público Independiente. 
Más tarde, el 21 de enero de 1969 por Decreto Ley N° 17523, Ley Orgánica de Salud, se incorporó al Ministerio de Salud con la denominación de Instituto Nacional de Rehabilitación.
En 1971, se trasladó al histórico local del Jirón Vigil en el distrito de Bellavista en el Callao, que fue la antigua sede del Hospital Naval del Perú (actual Centro Médico Naval).
Durante el Gobierno de Alejandro Toledo, el 9 de enero de 2002, por Resolución Ministerial N° 043-2002-SA/DM, es denominado Instituto Nacional de Rehabilitación "Dra. Adriana Rebaza Flores"; en reconocimiento a la fructífera y destacada trayectoria de la Dra. Adriana Rebaza Flores, resaltando su labor en el desarrollo de la especialidad de Medicina Física y Rehabilitación en el Perú y en la atención a personas con discapacidad.
En agosto del año 2009, se suscribe un convenio entre los Gobiernos de Perú y Japón, que contemplaba el "Proyecto de Construcción de la Nueva Sede del Instituto Nacional de Rehabilitación".
A partir del 3 de setiembre del 2012, se inició en forma progresiva la atención especializada en el nuevo local ubicado en el distrito de Chorrillos.
Con Resolución Ministerial Nº 356-2012/MINSA, del 7 de mayo del 2013, se resuelve incorporar a la denominación del Instituto la frase Amistad Perú - Japón, siendo la denominación actual: Instituto Nacional de Rehabilitación "Dra. Adriana Rebaza Flores" Amistad Perú - Japón.
En abril del 2021, fallece la doctora Adriana Rebaza Flores, fundadora y gestora del Instituto Nacional de Rehabilitación, que además dirigió por 25 años.

## Departamentos
- Departamento de Aprendizaje
- Departamento de Comunicación
- Departamento de Deficiencias Intelectuales y Adaptación Social
- Departamento de Desarrollo Psicomotor
- Departamento de Lesiones Centrales
- Departamento de Lesiones Medulares
- Departamento de Unidad Motora y Dolor
- Departamento de Amputados, Quemados y Trastornos Postulares

## Sede
- Su primera sede se ubicó en el distrito de San Miguel.
- Su segunda sede se ubicó en la antigua sede del Hospital Naval en Bellavista, permaneció ahí por casi 40 años. Desde 2015, en esta sede funciona el Hospital Regional de Rehabilitación del Callao.
- Su tercera y actual sede se ubica en el distrito de Chorrillos, en la zona de Kilómetro (Urbanización Buenos Aires de Villa).[6]